# Emiliano Insúa
Emiliano Adriano Insúa Zapata (Buenos Aires, 1989. január 7.) válogatott argentin labdarúgó, az argentin Atlético Aldosivi játékosa.

## Pályafutása

### Boca Juniors
A fiatal játékos nem jutott lehetőséghez az argentin első osztályban.

### Liverpool
Insúa először kölcsönbe érkezett a Liverpoolhoz 2007. január 11-én, és a bajnokságban a Portsmouth és a Fulham ellen lépett pályára.
Augusztus 26-án le is szerződtették az angolok, és a 2007–08-as szezon végén az utolsó három bajnokin szerepelt. Jutalma egy hároméves szerződés volt.
A 2008–09-es szezonban még többször kapott lehetőséget a bizonyításra, a sérült Fábio Aurélio és az olasz balhátvéd Andrea Dossena helyett is játszhatott.
Insúa a Liverpool 2009–10-es szezonjában első számú balhátvédnek lépett elő, s Maradona meghívta őt az argentin válogatottba.
2010. április 11-én a Fulham elleni bajnokin combizomszakadást szenvedett, ezért a szezon hátralévő részét ki kellett hagynia.

### Galatasaray
Bár a nyári átigazolási szezonban úgy tűnt, hogy Insúa az olasz Fiorentinához megy, 2010. augusztus 31-én a szezon végéig szóló kölcsönszerződést írt alá a török Galatasaraynál. A szezon végén visszatért a Liverpoolhozhoz.

### Sporting
Mivel a "Vörösök" Insúa posztjára José Enriquét vették meg, 2011 augusztusában az argentin balhátvéd a portugál Sportinggal kötött 5 éves szerződést.

### Atlético Madrid
2013. január 25-én bejelentették, hogy Insúa 2016. június 30-ig szóló szerződést kötött a Matracosokkal, 3,5 millió euró fejében.

#### A válogatottban
2009. október 10-én játszhatott először a felnőtt argentin válogatottban a Peru elleni győztes vb-selejtezőn.

## Statisztika
Utoljára frissítve: 2011. május 14.
| Klub                      | Szezon  | Premier League | Premier League | FA-kupa    | FA-kupa    | Ligakupa | Ligakupa | Európai kupaporond | Európai kupaporond | Egyéb | Egyéb | Összesen | Összesen |
| Klub                      | Szezon  | Meccs          | Gól            | Meccs      | Gól        | Meccs    | Gól      | Meccs              | Gól                | Meccs | Gól   | Meccs    | Gól      |
| ------------------------- | ------- | -------------- | -------------- | ---------- | ---------- | -------- | -------- | ------------------ | ------------------ | ----- | ----- | -------- | -------- |
| Liverpool FC (kölcsönben) | 2006–07 | 2              | 0              | 0          | 0          | 0        | 0        | 0                  | 0                  | 0     | 0     | 2        | 0        |
| Liverpool FC              | 2007–08 | 3              | 0              | 0          | 0          | 0        | 0        | 0                  | 0                  | 0     | 0     | 3        | 0        |
| Liverpool FC              | 2008–09 | 10             | 0              | 1          | 0          | 2        | 0        | 0                  | 0                  | 0     | 0     | 13       | 0        |
| Liverpool FC              | 2009–10 | 31             | 0              | 2          | 0          | 1        | 1        | 10                 | 0                  | 0     | 0     | 44       | 2        |
| Klub                      | Szezon  | Süper Lig      | Süper Lig      | Török Kupa | Török Kupa | –        | –        | Európai kupaporond | Európai kupaporond | Egyéb | Egyéb | Összesen | Összesen |
| Klub                      | Szezon  | Meccs          | Gól            | Meccs      | Gól        | Meccs    | Gól      | Meccs              | Gól                | Meccs | Gól   | Meccs    | Gól      |
| Galatasaray (kölcsönben)  | 2010–11 | 16             | 0              | 3          | 0          | –        | –        | 0                  | 0                  | 0     | 0     | 19       | 0        |
| Összesen                  | 2006–   | 62             | 1              | 6          | 0          | 3        | 1        | 10                 | 0                  | 0     | 0     | 81       | 2        |